# Ellie Bamber
Ellie Bamber, född 2 februari 1997 i Surrey, är en brittisk skådespelare.
Bamber har bland annat medverkat i TV-serierna The Serpent från 2021 och Willow (2022-2023). Hon har även medverkat i filmerna Red, White & Royal Blue och Barbie från 2023. Under år 2025 kommer hon även att medverka i den delvis animerade actionkomedifilmen Animal Friends, vars premiärdatum är satt till den 15 augusti det året.

## Filmografi (i urval)
- 2012 – A Mother's Son (TV-serie)
- 2021 – The Serpent (TV-serie)
- 2022–2023 – Willow (TV-serie)
- 2023 – Red, White & Royal Blue
- 2023 – Barbie
- 2024 – Wilhelm Tell
- 2025 – Animal Friends